# Kurunegala (stad)
Kurunegala (Singalees: Kuruṇægala; Tamil: Kurunākal) is een plaats in Sri Lanka en is de hoofdplaats van het district Kurunegala.
Kurunegala telde in 2001 bij de volkstelling 28.337 inwoners.
Sinds 1987 is Kurunegala de zetel van een rooms-katholiek bisdom.